# 新井輝
新井 輝（あらい てる、5月3日 - ）は日本の小説家。元ホビー・データ所属。A-TEAMメンバー。ただし、自らのブログにおいては「無職」としている。ROOM NO.1301のドラマCD『ROOM NO.1301 ドラマCD~おとなりさんはドラマティック?~ 』において、音声で登場している。

## 作品

### 小説

#### シリーズ作品
- クルーエル（1997年5月 - 1998年9月 電撃文庫 全4巻）- 第2巻および第3巻を担当。第3巻は奥山千織と共著。
- DEAR（2001年3月 - 2004年2月 富士見ミステリー文庫 全5巻）
- ルーンウルフは逃がさない!（2001年4月 - 2003年4月 ファミ通文庫 全4巻+外伝1巻）
- 恋愛極刑ハイスクール（2002年9月 - 2003年9月 ファミ通文庫 全2巻）
- ROOM NO.1301（2003年9月 - 2009年3月 富士見ミステリー文庫 全11巻+短編集4巻）
- 俺の教室にハルヒはいない（2013年9月 - 2015年3月 角川スニーカー文庫 全4巻）

#### ノンシリーズ
- ルーンプリンセス 星に願いを……（2005年11月 ファミ通文庫）- 原案。著者は斎藤ゆうすけ。
- さよなら、いもうと。（2006年6月 富士見ミステリー文庫）
- 私の愛馬は凶悪です（2007年4月 ファミ通文庫）
- コープスパーティー Book of Shadows（2011年8月 富士見ドラゴンブック）- 祁答院慎と共同原案。著者は恵莉ひなこ。
- 土地神様のわすれもん（2018年4月 富士見L文庫）
- 忘却のカナタ 探偵は忘れた頃にやってくる（2018年6月 富士見ファンタジア文庫）
- 君と過ごす最後の一週間（2019年6月 マイナビ出版ファン文庫）
- ここは書物平坂 黄泉の花咲く本屋さん（2019年9月 富士見L文庫）

#### 雑誌・アンソロジー収録
- オーバーロード大作戦！ - 「龍皇杯」参加作品（月刊ドラゴンマガジン2000年9月号）
- 二人きりの夏夜 - 「To Heart アンソロジーノベル」（2004年10月 ファミ通文庫）
- 覆水盆に返らず。もしくは初体験というくらいだから二回目は無いよねという話 - 「ネコのおと リレー・ノベル・ラブバージョン」（2006年12月 富士見ミステリー文庫）- 築地俊彦、水城正太郎、師走トオル、田代裕彦、吉田茄矢、あざの耕平と共著。リレー小説。
- 初の女性〇イダーって何度も聞いたけど、気のせいですか? - 「ハヤテのごとく!SS 超アンソロジー大作戦!!」（2009年8月 ガガガ文庫）- 畑健二郎原作。構成は水城正太郎、枯野瑛。
- 取り置きされたままの一冊の本と - 「書店であった泣ける話 1冊1冊に込められた愛 感動して泣ける12編の短編集」（2020年6月 マイナビ出版ファン文庫TearS）

### アニメ
- 戦国コレクション（2012年、脚本）
- 暗殺教室（2013年）
- 遊☆戯☆王ARC-V（2014年-、脚本）